# 袁彭
袁彭（?—?），字伯楚，东汉汝南郡汝阳县（今河南省商水县）人，袁安之孙，袁京之子。

## 生平
袁彭少年时传父业，历任广汉郡、南阳郡太守。汉顺帝初年，为光祿勳，为官清廉，穿粗袍吃粗食，终官议郎。尚书胡广等追表他有清正廉洁的美德，与前朝贡禹、第五伦相同。没有蒙受显贵的封赠，当时的人都为之叹息。

## 家族
- 汝南袁氏世系图

### 子
- 袁贺，官至彭城相

### 孙
- 袁闳，袁贺子
- 袁忠，袁贺子
- 袁弘，字邵甫，耻于自己的家族贵势，改变姓名，徒步来往师门，不应征辟做官，在家中去世。